# Аркида
Аркида — село Хунзахского района Дагестана. Входит в Амущинский сельсовет.

## Географическое положение
Расположено на территории Кизилюртовского района, в 15 км к востоку от города Кизилюрт на канале Октябрьский водосброс.

## История
Указом ПВС ДАССР от 23.02.1972 г. на территории Кизилюртовского района на землях, закрепленных за совхозом «Мущулинский» зарегистрирован новый населённый пункт Аркида.

## Население
| 1989 | 2002 | 2010 | 2021 |
| ---- | ---- | ---- | ---- |
| 134  | ↘132 | ↘125 | ↗147 |